# Kyln
Le Kyln sono un luogo fittizio presente nell'Universo Marvel che ha la doppia funzione di impianto di generazione di energia, di carcere di massima sicurezza.

## Struttura
La struttura delle Kyln è formata da una serie di unità di contenimento di forma sferica situate nei pressi del Crunch, la barriera tra l'universo materiale e quello immateriale ed il suo funzionamento è garantito da svariate razze interstellari e diversi gradi di automazione meccanica (robot volanti, nanotecnologie, ecc).
Prima della Guerra Annihilation le Kyln avevano due scopi principali:
1) La produzione di energia e la distribuzione ai mondi vicini. Presumibilmente, la centrale trae l'energia generata dall'interazione di materia e anti-materia che avviene nel vicino Crunch.
2) Una prigione di massima sicurezza, famosa in tutto l'universo per essere in grado anche di trattenere prigionieri molto potenti. La portata e il livello massimo di contenimento sono sconosciuti, come ha dimostrato il fatto che vi erano imprigionati esseri come Gladiatore, Caduto e una delle incarnazioni dell'Arcano. 
Inoltre, all'interno del Crunch stesso, Galactus aveva imprigionato le entità cosmiche Tenebroso e Aegis.
Attualmente le Kyln sono state distrutte dall'Onda Annihilation, che ha usato il Crunch come portale per dilagare nell'universo di materia positiva.

## Altri media
- Le Kyln appaiono nel film Guardiani della Galassia.